# Danh sách bài thi trong Dancing with the Stars (Hoa Kỳ - mùa 11)
Dưới đây là tổng kết thống kê về bài hát, phong cách, điểm số và kết quả từng đêm thi của mỗi cặp thí sinh trong mùa giải 11 của Dancing with the Stars Hoa Kỳ.
Lưu ý:
Tên người nổi tiếng bao giờ cũng được ghi trước tên bạn nhảy chuyên nghiệp của họ.
Thành phần Ban giám khảo theo thứ tự từ trái qua phải: Carrie Ann Inaba, Len Goodman, Bruno Tonioli
     Người chiến thắng cuộc thi (tuần 10).
     Người về nhì cuộc thi (tuần 10).
     Người về ba cuộc thi (tuần 10).
     Bài nhảy này được Ban giám khảo mời trình diễn lại (từ tuần 2 đến 9).
     Trình diễn nhưng không chấm điểm.
Số màu đỏ là điểm thấp nhất của mỗi phần thi.
Số màu xanh là điểm cao nhất của mỗi phần thi.
Số màu đen in đậm được in cho tất cả cặp thí sinh khi điểm của họ bằng nhau trong phần thi.

## Các thí sinh

### Rick Fox&Cheryl Burke
Điểm trung bình: 22.8
| Tuần       | Phong cách                                                       | Âm nhạc                                                                 | Điểm số                       | Điểm số                       | Điểm số                       | Tổng điểm                     | Tổng điểm                     | Kết quả                       |
| Tuần       | Phong cách                                                       | Âm nhạc                                                                 | Carrie Ann                    | Len                           | Bruno                         | Phần thi                      | Đêm thi                       | Kết quả                       |
| 1          | Viennese Waltz                                                   | "Crazy" — Aerosmith                                                     | 8                             | 7                             | 7                             | 22                            | 22                            | An toàn                       |
| 2          | Jive                                                             | "Tush" — ZZ Top                                                         | 7                             | 7                             | 7                             | 21                            | 21                            | An toàn                       |
| 3          | Samba                                                            | "Whine Up" — Kat DeLuna hợp tác với Elephant Man                        | 8                             | 8                             | 8                             | 24                            | 24                            | An toàn                       |
| 4 Kỹ thuật | Argentine Tango                                                  | "Violentango" — Astor Piazzola                                          | 6                             | 7                             | 6                             | 19                            | 39                            | An toàn                       |
| 4 Thể hiện | Argentine Tango                                                  | "Violentango" — Astor Piazzola                                          | 6                             | 7                             | 7                             | 20                            | 39                            | An toàn                       |
| 5          | Rumba                                                            | do Mike Post hợp tác với Larry Carlton sáng tác trong Hill Street Blues | 8                             | 8                             | 8                             | 24                            | 24                            | An toàn cuối cùng             |
| 6          | Tango                                                            | "You Really Got Me" — The Kinks                                         | 8                             | 8                             | 8                             | 24                            | 30                            | An toàn                       |
| 6          | Marathon Rock n' Roll                                            | "La Grange" — ZZ Top                                                    | Bị loại (III)                 | Bị loại (III)                 | Bị loại (III)                 | 6                             | 30                            | An toàn                       |
| 7          | Cha-Cha-Cha (theo đội Kristi) với Bristol & Mark và Kyle & Lacey | "Workin' Day and Night" — Michael Jackson                               | 8                             | 8                             | 8                             | 24                            | 61                            | Bị loại Vị trí thứ 6          |
| 7          | Quickstep                                                        | "Hey Pachuco" — Royal Crown Revue                                       | 10*/9                         | 9                             | 9                             | 37                            | 61                            | Bị loại Vị trí thứ 6          |
| 10         | Paso Doble với Kurt & Anna                                       | "Eye of the Tiger" — Survivor                                           | "Eye of the Tiger" — Survivor | "Eye of the Tiger" — Survivor | "Eye of the Tiger" — Survivor | "Eye of the Tiger" — Survivor | "Eye of the Tiger" — Survivor | "Eye of the Tiger" — Survivor |

### Kurt Warner&Anna Trebunskaya
Điểm trung bình: 21.6
| Tuần       | Phong cách                                                         | Âm nhạc                                       | Điểm số                       | Điểm số                       | Điểm số                       | Tổng điểm                     | Tổng điểm                     | Kết quả                       |
| Tuần       | Phong cách                                                         | Âm nhạc                                       | Carrie Ann                    | Len                           | Bruno                         | Phần thi                      | Đêm thi                       | Kết quả                       |
| 1          | Viennese Waltz                                                     | "This Ain't a Love Song" — Bon Jovi           | 7                             | 5                             | 7                             | 19                            | 19                            | An toàn                       |
| 2          | Jive                                                               | "Danger Zone" — Kenny Loggins                 | 7                             | 7                             | 7                             | 21                            | 21                            | An toàn                       |
| 3          | Foxtrot                                                            | "Bad Day" — Daniel Powter                     | 8                             | 8                             | 7                             | 23                            | 23                            | An toàn                       |
| 4 Kỹ thuật | Rumba                                                              | "Drops of Jupiter" — Train                    | 5                             | 5                             | 5                             | 15                            | 34                            | An toàn                       |
| 4 Thể hiện | Rumba                                                              | "Drops of Jupiter" — Train                    | 7                             | 6                             | 6                             | 19                            | 34                            | An toàn                       |
| 5          | Quickstep                                                          | do The Hit Crew sáng tác trong phim Bewitched | 8                             | 8                             | 8                             | 24                            | 24                            | An toàn                       |
| 6          | Paso Doble                                                         | "The Final Countdown" — Europe                | 6                             | 6                             | 6                             | 18                            | 22                            | An toàn                       |
| 6          | Marathon Rock n' Roll                                              | "La Grange" — ZZ Top                          | Bị loại đầu tiên              | Bị loại đầu tiên              | Bị loại đầu tiên              | 4                             | 22                            | An toàn                       |
| 7          | Cha-Cha-Cha (theo đội Apolo) với Jennifer & Derek và Brandy & Maks | "Bust a Move" — Young MC                      | 9                             | 9                             | 9                             | 27                            | 61                            | An toàn                       |
| 7          | Tango                                                              | "Simply Irresistible" — Robert Palmer         | 10*/8                         | 8                             | 8                             | 34                            | 61                            | An toàn                       |
| 8          | Waltz                                                              | "Take It to the Limit" — The Eagles           | 8                             | 8                             | 8                             | 24                            | 48                            | Bị loại Vị trí thứ 5          |
| 8          | Cha-Cha-Cha                                                        | "Hella Good" — No Doubt                       | 8                             | 8                             | 8                             | 24                            | 48                            | Bị loại Vị trí thứ 5          |
| 10         | Paso Doble với Rick & Cheryl                                       | "Eye of the Tiger" — Survivor                 | "Eye of the Tiger" — Survivor | "Eye of the Tiger" — Survivor | "Eye of the Tiger" — Survivor | "Eye of the Tiger" — Survivor | "Eye of the Tiger" — Survivor | "Eye of the Tiger" — Survivor |

### Brandy&Maksim Chmerkovskiy
Điểm trung bình: 26.0
| Tuần       | Phong cách                                                       | Âm nhạc                                                             | Điểm số                                                             | Điểm số                                                             | Điểm số                                                             | Tổng điểm                                                           | Tổng điểm                                                           | Kết quả                                                             |
| Tuần       | Phong cách                                                       | Âm nhạc                                                             | Carrie Ann                                                          | Len                                                                 | Bruno                                                               | Phần thi                                                            | Đêm thi                                                             | Kết quả                                                             |
| 1          | Viennese Waltz                                                   | "Cry Me Out" — Pixie Lott                                           | 7                                                                   | 8                                                                   | 8                                                                   | 23                                                                  | 23                                                                  | An toàn                                                             |
| 2          | Jive                                                             | "Magic" — B.o.B                                                     | 7                                                                   | 7                                                                   | 7                                                                   | 21                                                                  | 21                                                                  | An toàn                                                             |
| 3          | Samba                                                            | "Put It in a Love Song" — Alicia Keys hợp tác với Beyoncé           | 8                                                                   | 8                                                                   | 8                                                                   | 24                                                                  | 24                                                                  | An toàn                                                             |
| 4 Kỹ thuật | Rumba                                                            | "This Woman's Work" — Kate Bush                                     | 7                                                                   | 8                                                                   | 7                                                                   | 22                                                                  | 48                                                                  | An toàn                                                             |
| 4 Thể hiện | Rumba                                                            | "This Woman's Work" — Kate Bush                                     | 9                                                                   | 8                                                                   | 9                                                                   | 26                                                                  | 48                                                                  | An toàn                                                             |
| 5          | Quickstep                                                        | "I'll Be There for You" — The Rembrandts trong phim Những người bạn | 9                                                                   | 9                                                                   | 9                                                                   | 27                                                                  | 27                                                                  | An toàn                                                             |
| 6          | Tango                                                            | "Holding Out for a Hero" — Bonnie Tyler                             | 8                                                                   | 9                                                                   | 9                                                                   | 26                                                                  | 36                                                                  | An toàn                                                             |
| 6          | Marathon Rock n' Roll                                            | "La Grange" — ZZ Top                                                | Không bị loại                                                       | Không bị loại                                                       | Không bị loại                                                       | 10                                                                  | 36                                                                  | An toàn                                                             |
| 7          | Cha-Cha-Cha (theo đội Apolo) với Jennifer & Derek và Kurt & Anna | "Bust a Move" — Young MC                                            | 9                                                                   | 9                                                                   | 9                                                                   | 27                                                                  | 64                                                                  | An toàn                                                             |
| 7          | Foxtrot                                                          | "Fever" — Peggy Lee                                                 | 9*/9                                                                | 10                                                                  | 9                                                                   | 37                                                                  | 64                                                                  | An toàn                                                             |
| 8          | Waltz                                                            | "Dark Waltz" — Hayley Westenra                                      | 9                                                                   | 10                                                                  | 10                                                                  | 29                                                                  | 57                                                                  | An toàn cuối cùng                                                   |
| 8          | Cha-Cha-Cha                                                      | "Teenage Dream" — Katy Perry                                        | 9                                                                   | 9                                                                   | 10                                                                  | 28                                                                  | 57                                                                  | An toàn cuối cùng                                                   |
| 9          | Paso Doble                                                       | "Firework" — Katy Perry                                             | 9                                                                   | 9                                                                   | 9                                                                   | 27                                                                  | 57                                                                  | Bị loại Vị trí thứ 4                                                |
| 9          | Argentine Tango                                                  | "Taquito Militar" — Conjunto Tipico del Tango                       | 10                                                                  | 10                                                                  | 10                                                                  | 30                                                                  | 57                                                                  | Bị loại Vị trí thứ 4                                                |
| 10         | Quickstep                                                        | "I'll Be There for You" — The Rembrandts trong phim Những người bạn | "I'll Be There for You" — The Rembrandts trong phim Những người bạn | "I'll Be There for You" — The Rembrandts trong phim Những người bạn | "I'll Be There for You" — The Rembrandts trong phim Những người bạn | "I'll Be There for You" — The Rembrandts trong phim Những người bạn | "I'll Be There for You" — The Rembrandts trong phim Những người bạn | "I'll Be There for You" — The Rembrandts trong phim Những người bạn |

### Bristol Palin&Mark Ballas
Điểm trung bình: 22.6
| Tuần       | Phong cách                                                      | Âm nhạc                                                        | Điểm số      | Điểm số      | Điểm số      | Tổng điểm | Tổng điểm | Kết quả           |
| Tuần       | Phong cách                                                      | Âm nhạc                                                        | Carrie Ann   | Len          | Bruno        | Phần thi  | Đêm thi   | Kết quả           |
| 1          | Cha-Cha-Cha                                                     | "Mama Told Me (Not to Come)" — Tom Jones & Stereophonics       | 6            | 6            | 6            | 18        | 18        | An toàn           |
| 2          | Quickstep                                                       | "You Can't Hurry Love" — The Supremes                          | 7            | 8            | 7            | 22        | 22        | An toàn           |
| 3          | Foxtrot                                                         | "Just the Way You Are" — Bruno Mars                            | 6            | 6            | 7            | 19        | 19        | An toàn cuối cùng |
| 4 Kỹ thuật | Rumba                                                           | "Umbrella" — Rihanna hợp tác với Jay-Z                         | 6            | 6            | 6            | 18        | 32        | An toàn cuối cùng |
| 4 Thể hiện | Rumba                                                           | "Umbrella" — Rihanna hợp tác với Jay-Z                         | 4            | 5            | 5            | 14        | 32        | An toàn cuối cùng |
| 5          | Jive                                                            | "(Theme From) The Monkees" — The Monkees trong The Monkees     | 6            | 6            | 6            | 18        | 18        | An toàn           |
| 6          | Tango                                                           | "According to You" — Orianthi                                  | 8            | 7            | 8            | 23        | 28        | An toàn           |
| 6          | Marathon Rock n' Roll                                           | "La Grange" — ZZ Top                                           | Bị loại (II) | Bị loại (II) | Bị loại (II) | 5         | 28        | An toàn           |
| 7          | Cha-Cha-Cha (theo đội Kristi) với Rick & Cheryl và Kyle & Lacey | "Workin' Day and Night" — Michael Jackson                      | 8            | 8            | 8            | 24        | 57        | An toàn           |
| 7          | Viennese Waltz                                                  | "Trouble" — Ray LaMontagne                                     | 9*/8         | 8            | 8            | 33        | 57        | An toàn           |
| 8          | Argentine Tango                                                 | "Buttons" — Pussycat Dolls                                     | 8            | 8            | 8            | 24        | 47        | An toàn           |
| 8          | Samba                                                           | "Mas Que Nada" — Sérgio Mendes hợp tác với The Black Eyed Peas | 7            | 8            | 8            | 23        | 47        | An toàn           |
| 9          | Paso Doble                                                      | "Gimme More" — Britney Spears                                  | 9            | 9            | 9            | 27        | 53        | An toàn cuối cùng |
| 9          | Waltz                                                           | "Mary Goes to Jesus" — trong phim The Passion of the Christ    | 8            | 9            | 9            | 26        | 53        | An toàn cuối cùng |
| 10 Đêm 1   | Jive                                                            | "Move" — The Dreamettes                                        | 9            | 9            | 9            | 27        | 104       | Về ba             |
| 10 Đêm 1   | Freestyle                                                       | "Cell Block Tango" — trong vở nhạc kịch Chicago                | 8            | 9            | 8            | 26        | 104       | Về ba             |
| 10 Đêm 2   | Tango                                                           | "According to You" — Orianthi                                  | 8            | 9            | 8            | 25        | 104       | Về ba             |
| 10 Đêm 2   | Cha-Cha-Cha (tập thể)                                           | "Raise Your Glass" — Pink                                      | 9            | 9            | 9            | 27        | 104       | Về ba             |

### Kyle Massey&Lacey Schwimmer
Điểm trung bình: 24.9
| Tuần       | Phong cách                                                        | Âm nhạc                                                         | Điểm số      | Điểm số      | Điểm số      | Tổng điểm | Tổng điểm | Kết quả           |
| Tuần       | Phong cách                                                        | Âm nhạc                                                         | Carrie Ann   | Len          | Bruno        | Phần thi  | Đêm thi   | Kết quả           |
| 1          | Cha-Cha-Cha                                                       | "My First Kiss" — 3OH!3 hát với Ke$ha                           | 8            | 7            | 8            | 23        | 23        | An toàn cuối cùng |
| 2          | Quickstep                                                         | "(If You're Wondering If I Want You to) I Want You to" — Weezer | 8            | 7            | 7            | 22        | 23        | An toàn           |
| 3          | Waltz                                                             | "Falling In Love At a Coffee Shop" — Landon Pigg                | 8            | 7            | 8            | 23        | 23        | An toàn           |
| 4 Kỹ thuật | Rumba                                                             | "Nothin' on You" — B.o.B hợp tác với Bruno Mars                 | 6            | 6            | 6            | 18        | 40        | An toàn           |
| 4 Thể hiện | Rumba                                                             | "Nothin' on You" — B.o.B hợp tác với Bruno Mars                 | 8            | 7            | 7            | 22        | 40        | An toàn           |
| 5          | Foxtrot                                                           | do The Hit Crew sáng tác trong Charlie's Angels                 | 8            | 5            | 7            | 20        | 20        | An toàn           |
| 6          | Tango                                                             | "If I Had You" — Adam Lambert                                   | 8            | 7            | 8            | 23        | 30        | An toàn           |
| 6          | Marathon Rock n' Roll                                             | "La Grange" — ZZ Top                                            | Bị loại (IV) | Bị loại (IV) | Bị loại (IV) | 7         | 30        | An toàn           |
| 7          | Cha-Cha-Cha (theo đội Kristi) với Bristol & Mark và Rick & Cheryl | "Workin' Day and Night" — Michael Jackson                       | 8            | 8            | 8            | 24        | 59        | An toàn cuối cùng |
| 7          | Paso Doble                                                        | "Free Your Mind" — En Vogue                                     | 10*/9        | 8            | 8            | 35        | 59        | An toàn cuối cùng |
| 8          | Viennese Waltz                                                    | "Breathe (2 AM)" — Anna Nalick                                  | 9            | 9            | 9            | 27        | 56        | An toàn           |
| 8          | Jive                                                              | "Good Golly Miss Molly" — Little Richard                        | 10           | 9            | 10           | 29        | 56        | An toàn           |
| 9          | Samba                                                             | "She's Got Me Dancing" — Tommy Sparks                           | 10           | 9            | 10           | 29        | 58        | An toàn           |
| 9          | Argentine Tango                                                   | "Jai Ho! (You Are My Destiny)" — A.R. Rahman & Pussycat Dolls   | 10           | 9            | 10           | 29        | 58        | An toàn           |
| 10 Đêm 1   | Foxtrot                                                           | "Feeling Good" — Nina Simone                                    | 9            | 9            | 9            | 27        | 110       | Về nhì            |
| 10 Đêm 1   | Freestyle                                                         | "Tootsee Roll" — 69 Boyz                                        | 10           | 9            | 10           | 29        | 110       | Về nhì            |
| 10 Đêm 2   | Tango                                                             | "If I Had You" — Adam Lambert                                   | 9            | 8            | 9            | 26        | 110       | Về nhì            |
| 10 Đêm 2   | Cha-Cha-Cha (tập thể)                                             | "Raise Your Glass" — Pink                                       | 9            | 9            | 10           | 28        | 110       | Về nhì            |

### Jennifer Grey&Derek Hough
Điểm trung bình: 27.2
| Tuần       | Phong cách                                                 | Âm nhạc                                                            | Điểm số                | Điểm số                | Điểm số                | Tổng điểm | Tổng điểm | Kết quả           |
| Tuần       | Phong cách                                                 | Âm nhạc                                                            | Carrie Ann             | Len                    | Bruno                  | Phần thi  | Đêm thi   | Kết quả           |
| 1          | Viennese Waltz                                             | "These Arms of Mine" — Otis Redding                                | 8                      | 8                      | 8                      | 24        | 24        | An toàn           |
| 2          | Jive                                                       | "Shake It" — Metro Station                                         | 8                      | 8                      | 8                      | 24        | 24        | An toàn           |
| 3          | Samba                                                      | "A Little Respect" — Erasure                                       | 8                      | 8                      | 8                      | 24        | 24        | An toàn           |
| 4 Kỹ thuật | Argentine Tango                                            | "La Cumparsita" — Gerardo Matos Rodríguez                          | 9                      | 9                      | 9                      | 27        | 56        | An toàn           |
| 4 Thể hiện | Argentine Tango                                            | "La Cumparsita" — Gerardo Matos Rodríguez                          | 10                     | 9                      | 10                     | 29        | 56        | An toàn           |
| 5          | Foxtrot                                                    | "Love and Marriage" — Frank Sinatra trong Married... with Children | 8                      | 8                      | 9                      | 25        | 25        | An toàn           |
| 6          | Paso Doble                                                 | "So What" — Pink                                                   | 6                      | 7                      | 7                      | 20        | 29        | An toàn cuối cùng |
| 6          | Marathon Rock n' Roll                                      | "La Grange" — ZZ Top                                               | Bị loại cuối cùng (VI) | Bị loại cuối cùng (VI) | Bị loại cuối cùng (VI) | 9         | 29        | An toàn cuối cùng |
| 7          | Cha-Cha-Cha (theo đội Apolo) Brandy và Maks và Kurt & Anna | "Bust a Move" — Young MC                                           | 9                      | 9                      | 9                      | 27        | 64        | An toàn           |
| 7          | Tango                                                      | "Shut Up" — The Black Eyed Peas                                    | 10*/9                  | 9                      | 9                      | 37        | 64        | An toàn           |
| 8          | Quickstep                                                  | "Let's Face the Music and Dance" — Nat King Cole                   | 9                      | 9                      | 9                      | 27        | 57        | An toàn           |
| 8          | Rumba                                                      | "Waiting for a Girl Like You" — Foreigner                          | 10                     | 10                     | 10                     | 30        | 57        | An toàn           |
| 9          | Cha-Cha-Cha                                                | "Mercy" — Duffy                                                    | 10                     | 10                     | 10                     | 30        | 60        | An toàn           |
| 9          | Waltz                                                      | "Way Over Yonder" — Carole King                                    | 10                     | 10                     | 10                     | 30        | 60        | An toàn           |
| 10 Đêm 1   | Paso Doble                                                 | "Habañera" — Charlotte Church                                      | 10                     | 10                     | 10                     | 30        | 118       | Chiến thắng       |
| 10 Đêm 1   | Freestyle                                                  | "Do You Love Me?" — The Contours                                   | 10                     | 10                     | 10                     | 30        | 118       | Chiến thắng       |
| 10 Đêm 2   | Viennese Waltz                                             | "These Arms of Mine" — Otis Redding                                | 10                     | 10                     | 10                     | 30        | 118       | Chiến thắng       |
| 10 Đêm 2   | Cha-Cha-Cha (tập thể)                                      | "Raise Your Glass" — Pink                                          | 9                      | 9                      | 10                     | 28        | 118       | Chiến thắng       |

- ^*  Đây là số điểm của giám khảo khách mời trong tuần này. Mỗi thí sinh có một giám khảo khách mời khác nhau:

- Kyle & Lacey: Mel B
- Kurt & Anna: Emmitt Smith
- Bristol & Mark: Kelly Osbourne
- Rick & Cheryl: Helio Castroneves
- Brandy & Maks: Gilles Marini
- Jennifer & Derek: Drew Lachey
Số điểm tối đa mà mỗi thí sinh có thể nhận được ở phần thi này là 40 điểm.